# Şahdağ, Qusar
Şahdağ är ett berg i Azerbajdzjan. Det ligger i distriktet Qusar Rayon, i den centrala delen av landet, 190 km nordväst om huvudstaden Baku. Toppen på Şahdağ är 4 243 meter över havet, vilket är näst högst i landet. Dessutom är berget det högsta som helt och hållet ligger inom Azerbajdzjans gränser (Gora Bazardyuzi ligger på gränsen till Ryssland).
Terrängen runt Şahdağ är bergig norrut, men söderut är den kuperad. Trakten är glest befolkad. Närmaste större samhälle är Anykh, 19,1 km öster om Şahdağ. 